# Shuyu Narita
Shuyu Narita (1914 - 24 novembre 2004) est un maître zen japonais de l'école Soto (zen).

## Biographie
Narita Roshi est un ancien disciple de Kodo Sawaki qui lui a transmis ses enseignements. Lorsque Taisen Deshimaru fut hospitalisé à Tokyo, à cause d'un cancer du pancréas, il demanda à Narita Roshi de le remplacer à la sesshin d'été au temple de la Gendronnière. Malgré l'accueil glacial qui lui fut réservé, certains élèves de Deshimaru décidèrent de le suivre, selon la tradition Zen qui veut que, lorsque le maître meurt sans avoir transmis son Dharma, on poursuive son entraînement avec un autre maître. Il a donc certifié la transmission entre autres à Kengan Robert, Dokusho Villalba, Ludger Tenbreul et Taiten Guareschi. Il termine sa vie comme 28e abbé du temple Todenji  dans la préfecture d'Akita dans le Nord du Japon.